# Série 18 SNCB (Alsthom)
Ne doit pas être confondu avec la Locomotive à vapeur type 18 SNCB
Pour l’article homonyme, voir Série 18 SNCB (Siemens).
La première série 18 est une série de six locomotives électriques polytensions commandées en 1970 par la SNCB, à cause du manque de puissance des locomotives de la série 15 engagées alors sur l'axe Paris - Bruxelles, consécutif à l'augmentation de la demande - et donc du poids à remorquer - sur ces relations Trans-Europ-Express. Ces motrices dérivent des CC 40100 de la SNCF et furent construites sous licence par la Brugeoise et Nivelles, et sur base d'éléments fournis par Alsthom, constructeur des machines françaises.

## Histoire
Locomotives quadritensions, elles étaient conçues pour assurer les relations qui sont depuis assurées par Thalys, mais à l'époque, elles furent essentiellement engagées sur les trains TEE Paris - Liège - Cologne.
Délicates et couteuses à entretenir, ces machines se retrouveront privées de leur principal terrain de jeu avec l'arrivée des rames TGV qui leur ravirent la plupart des services TEE "ressuscités" dans le milieu des années 1990, préfigurant l'ouverture des lignes à grande vitesse.
La SNCB songe alors déjà à les réformer, mais les conserve finalement pour prêter main-forte aux machines de la série 16 sur la relation IC A : Ostende - Bruxelles - Eupen/Cologne.
En 1999, elles sont retirées du service et mises en parc à l'atelier de Kinkempois. L'une d'entre elles (la 1801) a longtemps été utilisée par l'atelier central de Salzinnes comme banc de test pour l'alimentation des voitures voyageurs internationales sous différentes tensions.

Les prémices de la libéralisation du rail rendent la SNCB très méfiante. Elle ne souhaite pas que ces machines homologuées sur plusieurs réseaux soient acquises par des opérateurs qui en profiteraient pour tirer des trains internationaux en concurrence avec ses propres activités. Aussi, l'association Patrimoine Ferroviaire et Tourisme ne pourra assurer la conservation de la 1805 en 2001 qu'à la condition que cette motrice soit définitivement neutralisée[réf. nécessaire].

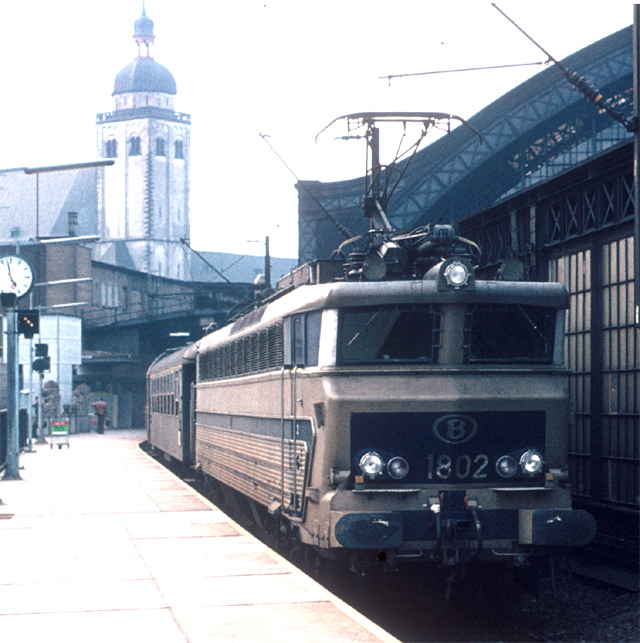
Série 1802 à Köln Hauptbahnhof en avril 1976.
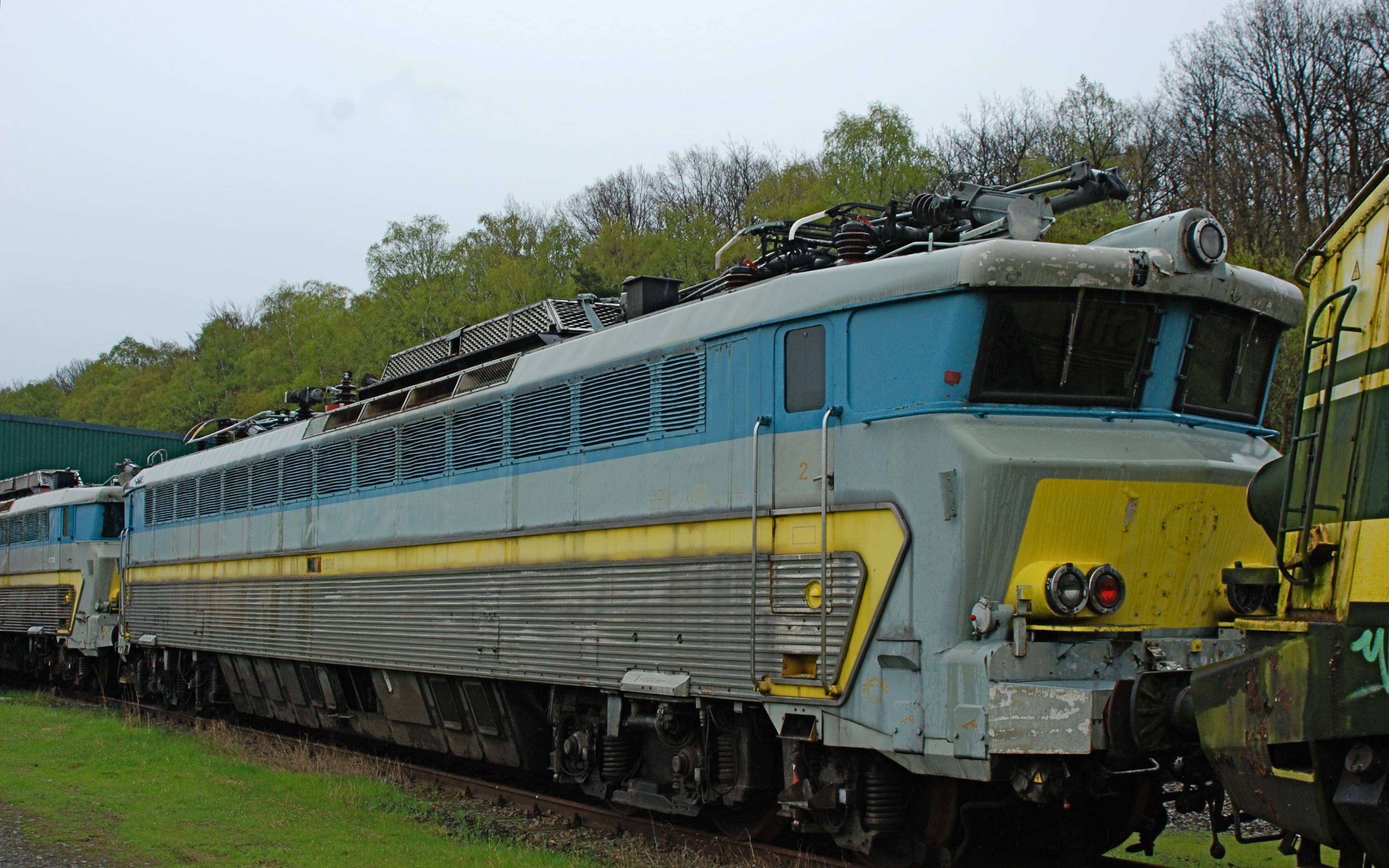
Les 1803 et 1806 à Raeren.

En 2007, l'état des machines s'est sérieusement dégradé. Les 1803 et 1806 sont envoyées chez Soluxtrafer, à Aubange, pour être démantelées. Peu de temps après leur arrivée, elles sont sauvées de justesse et envoyées chez Rail et Traction afin d'être reconditionnées à moindre frais pour pouvoir assurer des trains de travaux  Speno dans le futur tunnel de Vaux-sous-Chèvremont, sur la LGV 3. L'idée sera abandonnée face au défi technique et au coût que cela aurait impliqué. Mi 2009, elles pourrissent toujours sur les voies de garage de cette société à Raeren. Mais finalement, en 2011, une entreprise tchèque de travaux a racheté ces locomotives et souhaitait les utiliser pour tracter ses trains. Elles ont été acheminées en octobre 2011 vers la République tchèque. Mais en février 2012 ces deux machines ont été démolies.
Début de ce siècle, la SNCB a commandé 60 locomotives formant la nouvelle Série 18 dont la livraison a débuté en 2009. Ces machines se verront attribuer le même numéro de série que les 6 motrices construites par la Brugeoise et Nivelles, plutôt que les numéros commençant par 14 qui étaient disponibles. La raison invoquée était la forte probabilité qu'une commande supplémentaire ne donne un effectif supérieur à 100 unités, alors que la série 15 était encore en service. Les nouvelles motrices seront finalement au nombre de 120. Elles seront numérotées 1801 à 1896, et 1901 à 1924.

## Modélisme
La série 18 a été reproduite à l'échelle HO par :
- Jouef (en 1976), fabricant français
- Lima, fabricant italien
- Lemaco (en 2000), fabricant suisse de modèle haut de gamme
- LS Models (en 2009), fabricant belge
- Märklin (en 2007), fabricant allemand de modèles en 3 rails
- Trix (en 2007), filiale de Märklin pour le 2 rails.